# القزعة (الحديدة)

تعديل مصدري - تعديل

القزعه هي إحدى قرى مديرية المراوعة، التابعة لمحافظة الحديدة اليمنية، بلغ تعداد سكانها 1256 نسمة حسب الإحصاء الذي جرى عام 2004.